# Елецкая ТЭЦ
Елецкая ТЭЦ — теплоэлектроцентраль, расположенная в городе Елец Липецкой области, является производственным подразделением филиала ПАО «Квадра»-«Липецкая генерация». Установленная электрическая мощность станции составляет 5 МВт, тепловая 148 Гкал/ч. Численность сотрудников – 201 человек.
Елецкая ТЭЦ введена в строй в 1955 году. В 1949 году проект станции был разработан Ростовским отделением института «Теплоэелектропроект» и предусматривал двухочередное строительство: на первом этапе ввести два паровых котла производительностью 75т/час каждый и две турбины общей мощностью 12 МВт, на втором – расширение станции до 24 МВт.
В 1957 году началось строительство второй очереди станции. В конце года ТЭЦ вошла в управление энергетики Липецкого совнархоза.
Основным топливом для станции является природный газ, резервным – мазут. Перевод станции на сжигание газового топлива значительно повысил надежность работы оборудования.
В настоящий момент Елецкая ТЭЦ обеспечивает более половины потребности города Ельца в тепловой энергии.

## Перечень основного оборудования
| Агрегат                              | Тип          | Изготовитель                                              | Количество | Ввод в эксплуатацию     | Основные характеристики | Основные характеристики | Источники   |
| Агрегат                              | Тип          | Изготовитель                                              | Количество | Ввод в эксплуатацию     | Параметр                | Значение                | Источники   |
| ------------------------------------ | ------------ | --------------------------------------------------------- | ---------- | ----------------------- | ----------------------- | ----------------------- | ----------- |
| Оборудование паротурбинной установки |              |                                                           |            |                         |                         |                         |             |
| Паровой котёл                        | ЦКТИ-75-39Ф  | Барнаульский котельный завод Завод г. Брно, ЧССР          | 2          | 1954 г. 1955 г.         | Топливо                 | газ, мазут              | [ 2 ] [ 3 ] |
| Паровой котёл                        | ЦКТИ-75-39Ф  | Барнаульский котельный завод Завод г. Брно, ЧССР          | 2          | 1954 г. 1955 г.         | Производительность      | 75 т/ч                  | [ 2 ] [ 3 ] |
| Паровой котёл                        | ЦКТИ-75-39Ф  | Барнаульский котельный завод Завод г. Брно, ЧССР          | 2          | 1954 г. 1955 г.         | Параметры пара          | 39 кгс/см2, 440 °С      | [ 2 ] [ 3 ] |
| Паровой котёл                        | БКЗ-75-39Ф   | Барнаульский котельный завод Белгородский котельный завод | 3          | 1958 г. 1965 г. 1990 г. | Топливо                 | газ, мазут              | [ 2 ] [ 3 ] |
| Паровой котёл                        | БКЗ-75-39Ф   | Барнаульский котельный завод Белгородский котельный завод | 3          | 1958 г. 1965 г. 1990 г. | Производительность      | 75 т/ч                  | [ 2 ] [ 3 ] |
| Паровой котёл                        | БКЗ-75-39Ф   | Барнаульский котельный завод Белгородский котельный завод | 3          | 1958 г. 1965 г. 1990 г. | Параметры пара          | 39 кгс/см2, 440 °С      | [ 2 ] [ 3 ] |
| Паровая турбина                      | Р-5(6)-35/10 | Калужский турбинный завод                                 | 1          | 1966 г.                 | Установленная мощность  | 5 МВт                   | [ 2 ] [ 3 ] |
| Паровая турбина                      | Р-5(6)-35/10 | Калужский турбинный завод                                 | 1          | 1966 г.                 | Тепловая нагрузка       | 48 Гкал/ч               | [ 2 ] [ 3 ] |
| Водогрейное оборудование             |              |                                                           |            |                         |                         |                         |             |
| Водогрейный котел                    | ПТВМ-50      | ЧССР Румыния                                              | 2          | 1964 г. 1967 г.         | Топливо                 | газ, мазут              | [ 2 ] [ 3 ] |